# 오스트랄로피테쿠스 아파렌시스
오스트랄로피테쿠스 아파렌시스(학명 : Australopithecus afarensis)는 멸종된 사람족 종으로, 현재에는 뼈 화석이 발견되어 있다. 약 390만 년전부터 290만 년전까지 지구 상에 생존했다. 많은 오스트랄로피테쿠스속의 종과 현존하는 사람속(Homo)의 공통 조상으로 여겨지고 있다.

## 대표적인 화석들
아파렌시스의 화석은 여러 개체가 발견되었으나, 가장 잘 알려진 화석은 루시(Lucy)라는 이름의 화석이다. 1974년, 에티오피아의 아파르 지역에서 고인류학자 도널드 조핸슨이 이끄는 탐사 조사단에 의해 발견되었다. 조사 기간 동안 밤에 쉴 때 조사단 캠프에서 테이프레코더로 자주 틀며 감상하던 곡인 비틀즈의 노래 '루시 인 더 스카이 위스 다이아몬드'(Lucy in the Sky with Diamonds)의 제목에서 따와서 '루시'라는 이름을 붙여주게 되었던 것이다. 이 화석은 직립보행을 가장 잘 보여주는 인간의 조상이다. 루시의 발견으로 직립보행을 가능하게 한 요인이 두뇌 발달이 아니라, 도구제작능력이라는 주장에 힘을 실어주었다. 루시의 유골이 온전한 상태로 발굴되자 340~290만 년 전에 초기 인류가 직립보행을 했다는 사실은 의심의 여지없이 명확해졌다.

## 직립보행
대표적인 화석중 하나인 루시(Lucy)의 앞발, 혹은 손에는 앞서 나타난 인류의 직계 조상들의 주먹보행의 흔적이 남아있지만 루시 자체는 명백한 직립보행을 했음을 보여주며, 이는 인류의 직계 계통에 대한 단서를 제공해주고 있다.

## 루머
루시가 고생물학적으로 중요한 위치를 차지하고 있었을 때에는 창조주의를 주장하는 사이비과학 반과학 운동가들에 의해 무릎뼈가 2-3 킬로미터 떨어진 곳에서 발견되었다거나 루시가 주먹보행을 했다는 루머가 퍼진 적 있으나, 이는 사실과 다르며, 이들이 인용한 논문들에서는 루시가 직립보행을 했음을 이야기 했으며, 뼈의 발견 위치 역시 동일한 곳에서 발견된 것으로 알려져 이는 전부 루머로 밝혀졌다.
루시의 유골은 완벽한 무릎뼈를 가지고 있지 않다. 루시와는 다른 개체의 다른 화석이 이곳으로부터 2-3 킬로미터 떨어진 곳에서 발견되던 것을 가지고 이 두가지 화석을 혼동해 이러한 잘못된 주장을 하는 것이다.

## 같이 보기
- 오스트랄로피테쿠스
- 인류의 진화